# أرون بايبر
أرون بايبر (بالإسبانية: Arón Piper)‏ هو ممثل إسباني ولد في 29 مارس عام 1997 في ألمانيا، واشتهر بدوره أندر في مسلسل دراما مراهقين النخبة من إنتاج نتفليكس.

## حياته
وُلد في برلين، ألمانيا لكنه نشأ في إسبانيا حيث انتقل مع والديه في سن الخامسة، والده ألماني وأمه اسبانية، درس الدراما والسينما.

## روابط خارجية
- أرون بايبر على موقع IMDb (الإنجليزية)
- أرون بايبر على موقع روتن توميتوز (الإنجليزية)
- أرون بايبر على موقع ألو سيني (الفرنسية)
- أرون بايبر على موقع ميوزك برينز (الإنجليزية)
- أرون بايبر على موقع قاعدة بيانات الفيلم (الإنجليزية)